# Anky van Grunsvenová
Theodora Elisabeth Gerarda „Anky“ van Grunsvenová (* 2. ledna 1968 Erp) je nizozemská reprezentantka v jezdectví. Startovala na sedmi olympiádách a jako jediná v historii získala v drezuře tři zlaté olympijské medaile. V roce 1994 byla zvolena nizozemskou sportovkyní roku.
Na olympiádě 1988 startovala na koni Prisco, v letech 1992 až 2000 na koni Bonfire a v letech 2004 až 2012 na koni Salinero. Soutěž v drezuře jednotlivců vyhrála třikrát po sobě v letech 2000, 2004 a 2008, v roce 1996 byla druhá. Jako členka nizozemského týmu získala čtyři stříbrné (1992, 1996, 2000 a 2008) a jednu bronzovou medaili (2012). Vyhrála Světové jezdecké hry 1994 a 2006, mistrovství Evropy v drezuře 1999, 2005 a 2007 v individuální kategorii a 2007 a 2009 v soutěži družstev a devětkrát Světový pohár v drezuře (1995, 1996, 1997, 1999, 2000, 2004, 2005, 2006 a 2008). Kromě drezury reprezentovala Nizozemsko také v reiningu.
V roce 2005 se provdala za svého trenéra Sjefa Janssena, mají dvě děti.
Byla kritizována za používání tréninkové metody rollkur, při níž je kůň nucen držet krk reflexivně „v hloubce“, která byla označena za týrání zvířat a Mezinárodní jezdecká federace ji roku 2010 zakázala.